# Пещерная ночница
Пещерная ночница (лат. Myotis velifer) — вид североамериканских летучих мышей рода ночницы (Myotis) семейства гладконосые летучие мыши (Vespertilionidae).
Длина тела в среднем 99,5 мм, масса тела около 12 г. Отличается морфологически от бахромчатой ночницы (Myotis thysanodes) более выраженным сагиттальным гребнем. Окраска меха варьирует от светло-коричневого до чёрно-коричневого цвета.
Вид распространён на территории стран: Белиз, Сальвадор, Гватемала, Гондурас, Мексика, США (Аризона, Калифорния, Канзас, Невада, Нью-Мексико, Оклахома, Техас). Встречается от низменностей до 3300 м над уровнем моря. Этот вид обычно встречается в вечнозелёных сосновых или дубовых лесах и в прибрежных местах проживания вблизи пустынного кустарника. Колонии насчитывают от 50 до 15 000 особей. 
Этот вид летучих мышей покидает убежища вскоре после захода Солнца и летит прямо к воде, чтобы попить перед кормлением. Как правило, питается чуть выше растительности, с быстрым, прямым полётом. Пищей являются жуки, летающие муравьи и бабочки. Некоторые северные популяции остаются зимовать, другие мигрируют.